# Italská pravoslavná církev
Pravoslavná církev v Itálii (italsky Chiesa ortodossa in Italia) nebo později také Starokatolická církev v Itálii (Chiesa Vecchio-Cattolica in Italia) je autokefální západní pravoslavná církevní jurisdikce v Itálii.

## Historie
Byla založena v roce 1991 se záměrem vytvoření národní pravoslavné církve v Itálii.
Jejím zakladatelem byl Antonio De Rosso, někdejší římskokatolický kněz, jenž v roce 1991 na půdě Posvátného synodu založil církev, umírněnou jurisdikci hnutí řeckého starokalendářního stylu. De Rosso byl jmenován prvním arcibiskupem metropolitou této církevní jurisdikce. V rámci starokalendářního synodu byl mons. De Rosso od roku 1986 biskupem aprilijským a lazijským.
V roce 1997 se církev spojila s biskupy Bulharské pravoslavné církve, kteří zpochybnili patriarchu Maxima, o němž se šířily dokumenty poukazující na roli tajných služeb komunistického bulharského režimu při jeho volbě.
Později byl vytvořen alternativní synod Bulharské církve v čele s metropolitou nevrokopským, jenž přijal jméno patriarcha Pimen. Na tomto synodu vznikla pravoslavná církev v Itálii, povýšená na autonomní církev.
Od roku 2013 se prezentuje také jako Starokatolická církev v Itálii (Chiesa Vecchio-Cattolica in Italia). Primas IPC má titul arcibiskup ravennský a akvilejský a metropolita celé Itálie.Metropolita Antonio De Rosso byl intronizován arcibiskupem ravennským a Metropolita celé Itálie, čímž se stal platným členem Posvátného synodu Bulharské pravoslavné církve patriarchy Pimena.
V roce 2013 se pravoslavná církev v Itálii uchýlila pod ochranu Severské katolické církve (Nordic Catholic Church) a získala alternativní označení Starokatolická církev v Itálii (Chiesa Vecchio-Cattolica in Italia).